# 国立光明寮
国立光明寮（こくりつこうみょうりょう）は、厚生労働省組織令（平成12年6月7日政令第252号）第135条の規定により設置された国立の障害者施設である。所管は、厚生労働省社会・援護局障害保健福祉部企画課。厚生労働省組織令の一部改正（平成22年4月1日政令第88号）に伴い、国立障害者リハビリテーションセンターとの組織統合が実施され、同センターの一部門になる。

## 業務
- 国立光明寮は、視覚障害者の更生に必要な知識及び技能の付与並びに訓練を行うことをつかさどる（厚生労働省組織令第146条第1項）。

## 組織
国立光明寮の組織については、厚生労働省組織規則（平成13年1月6日厚生労働省令第1号）に規定されている。

### 寮長
- 第644条　国立光明寮に、寮長を置く。
  - 2　寮長は、国立光明寮の事務を掌理する。

### 国立光明寮に置く課
- 第645条　国立光明寮に、次の3課を置く。
  - 庶務課
  - 指導課
  - 教務課

### 庶務課の所掌事務
- 第646条　庶務課は、次に掲げる事務をつかさどる。
  - 一　職員の人事、公印の保管、公文書類、会計、物品及び営繕に関すること。
  - 二　前号に掲げるもののほか、国立光明寮の所掌事務で他の所掌に属しないものに関すること。

### 指導課の所掌事務
- 第647条　指導課は、国立光明寮の所掌事務のうち、次に掲げるものをつかさどる。
  - 一　入寮者の入退寮、生活指導、就職指導及び退寮後の指導に関すること。
  - 二　視力障害者の生活及び就職の相談に関すること。

### 教務課の所掌事務
- 第648条　教務課は、国立光明寮の所掌事務のうち、次に掲げるものをつかさどる。
  - 一　入寮者の教育及び職業訓練に関すること。
  - 二　視力障害者の職業に関する調査及び研究に関すること。

## 国立光明寮の名称及び位置
- 第643条　国立光明寮の名称及び位置は、次のとおりとする。
  - 国立函館視力障害センター　北海道函館市
  - 国立塩原視力障害センター　栃木県那須塩原市（塩原御用邸跡地）
  - 国立神戸視力障害センター　兵庫県神戸市
  - 国立福岡視力障害センター　福岡県福岡市